# Schwadorfer Wald
Schwadorfer Wald är en skog i Österrike.   Den ligger i förbundslandet Niederösterreich, i den östra delen av landet, 20 km sydost om huvudstaden Wien.
Trakten runt Schwadorfer Wald består till största delen av jordbruksmark. Runt Schwadorfer Wald är det ganska tätbefolkat, med 80 invånare per kvadratkilometer.